# Taran och den magiska kitteln
Taran och den magiska kitteln (engelska: The Black Cauldron) är en animerad långfilm från 1985 av Walt Disney Pictures, baserad på Lloyd Alexanders två första böcker i Krönikan om landet Prydain. Filmen hade biopremiär i USA den 24 juli 1985.

## Figurer
- Taran, en ung pojke som arbetar som grisvaktare och drömmer om att bli en stor krigare, men hans dagdrömmar försätter honom ofta i knipa.
- Eilonwy, en flicka, ungefär i Tarans ålder, som han bekantar sig med under flykten från Den hornkröntes slott.
- Fflewddur Fflam, en trubadur med en magisk harpa som blir befriad av Taran och Eilonwy.
- Gurgi, en hundliknande varelse som till en början är vara feg och tjuvaktig men offrar sitt liv för att rädda sina vänner.
- Dallben, Tarans förmyndare och Hen Wens ägare, en trollkarl som ger Taran uppdraget att gömma och ta hand om Hen Wen.
- Den hornkrönte (The Horned King), filmens huvudskurk, en skelettliknande varelse som har som mål att hitta den magiska kitteln för att behärska världen.
- Krypet / Krälar'n (Creeper), ett grönt litet troll som arbetar för Den hornkrönte som dennes närmaste tjänare.
- Kung Eiddileg (King Eiddileg), det underjordiska älvfolkets konung som hand om Hen Wen och eskorterar henne hem till Dallben.
- Doli, en av kung Eiddilegs undersåtar som får uppgiften att leda hjältarna till Morvas träskmarker för att hitta den magiska kitteln.
- Häxorna av Morva (The Witches of Morva), tre häxsystrar i Morvas träskmarker som har vaktat den magiska kitteln i årtusenden.

## Om filmen
Manusförfattarna hade ändrat på Lloyd Alexanders historia på väsentliga punkter - och Lloyd Alexander lär själv inte ha varit nöjd med resultatet.[källa behövs] Dock fann han filmen underhållande trots att den hade lite gemensamt med hans bok.[källa behövs]
Tim Burton jobbade som koncepttecknare till filmen och bidrog med flera illustrationer.
Filmen var Disneys första animerade långfilm att använda sig av CGI-animation, i denna film för bubblor, en båt, och själva kitteln.
Denna film är en av väldigt få tecknade Disneyfilmer som visar blod i ett fåtal scener.

## Rollista
| Figur              | Originalröst      | Svensk röst (1985) | Svensk röst (1998)   |
| ------------------ | ----------------- | ------------------ | -------------------- |
| Taran              | Grant Bardsley    | Erik Lindgren      | Nick Atkinson        |
| Eilonwy            | Susan Sheridan    | Josefin Ahlqvist   | Therese Reuterswärd  |
| Fflewddur Fflam    | Nigel Hawthorne   | Nils Eklund        | Hans Lindgren        |
| Gurgi              | John Byner        | Tomas Krantz       | Andreas Nilsson      |
| Dallben            | Freddie Jones     | Olof Thunberg      | Håkan Mohede         |
| Den hornkrönte     | John Hurt         | Jan Blomberg       | Kenneth Milldoff     |
| Doli               | John Byner        | Carl Billquist     | Mikael Roupé         |
| Kung Eiddileg      | Arthur Malet      | John Harryson      | Thomas Engelbrektson |
| Krypet / Krälar'n* | Phil Fondacaro    | Mille Schmidt      | Stefan Frelander     |
| Orddu              | Eda Reiss Merin   | Meta Velander      | Gizela Rasch         |
| Orwen              | Adele Malis-Morey | Margreth Weivers   | Lena Ericsson        |
| Orgoch             | Billie Hayes      | Fillie Lyckow      | Cecilia Hjalmarsson  |
| Berättare          | John Huston       | Stephan Karlsén    | Dan Bratt            |

* Figuren kallas för "Krypet" i den första svenska dubbningen (1985) och för "Krälar'n" i nydubbningen (1998).

### Fotnoter
1. ↑  The Black Cauldron, 24 juli 1985, eftertexter.[källa från Wikidata]
2. ↑  ”Taran och den magiska kitteln”. Disneyania. 29 mars 1985. http://www.d-zine.se/filmer/taran.htm. Läst 20 augusti 2016.
3. ↑  Maltin, Leonard (1995) (på engelska). The Disney Films (3). Hyperion Books. sid. 286. ISBN 0-7868-8137-2